# Kościół św. Jana Chrzciciela w Mastarze
Kościół św. Jana Chrziciela w Mastarze (orm. Սուրբ Հովհաննես եկեղեցի) – kamienny kościół z V–VII wieku w Mastarze w prowincji Aragacotn w Armenii, należy do Apostolskiego Kościoła Ormiańskiego, znajduje się w diecezji Aragacotn; jeden z istotniejszych zabytków wczesnośredniowiecznej architektury Armenii, zabytek historii i kultury Armenii.

## Historia
Badacze nie są zgodni co do czasu budowy świątyni – mogła powstać od V do VII wieku. Powstanie kościoła datowane na podstawie jego epigrafów określa czas budowy na lata 640–650 (jest jednym z ponad 70 kościołów z VII wieku położonych na terenie historycznej Armenii), za czasów biskupa T'eodorosa Gnuniego, podczas silnych wpływów Bizancjum. Jego budowniczym był najpewniej wzmiankowany na inskrypcji mnich Grigoras Siwni i jego siostrzeniec. Kościół mógł zostać także przebudowany w VII wieku – większość jego obecnej substancji pochodzi z tego okresu. Możliwe, że dokonano napraw przed X wiekiem, jednak nie zmieniły one zasadniczej bryły budynku. Świątynia nie została także uszkodzona w żadnym poważnym trzęsieniu ziemi. Relikwie Jana Chrzciciela, patrona świątyni, miały zostać sprowadzone do niej przez Grzegorza Oświeciciela i tam złożone. Podczas remontu kościoła w 1889 roku rozebrano otaczający go mur. Kościół, cmentarz przykościelny oraz chaczkar z IX–X wieku przy kościele figurują na liście zabytków historii i kultury Armenii z 2002 roku.

## Architektura
Świątynia została wzniesiona techniką muru z gruzu (zob. opus emplectum) z czerwonego tufu, na planie kwadratu z czterema absydami. Na ośmiobocznym bębnie wspartym na ośmiu dużych łukach umieszczono dwunastoczęściową kopułkę, której sklepienie znajduje 21 m powyżej podłogi. Na zachodniej elewacji znajduje się inskrypcja z płaskorzeźbą krzyża pośrodku niej, w której wspomniany jest mnich Grigoras i Chrystus jako Oblubieniec (zob. Oblubienica Chrystusa). Na wschodniej części południowej elewacji znajduje się częściowo nieczytelna inskrypcja dotycząca konsekracji świątyni. Na południowej fasadzie znajduje się inskrypcja wspominająca „niegodnego Grigorasa”, za którego grzechy miał zostać wzniesiony ten kościół w ramach ekspiacji. Na elewacji zachodniej w części południowej znajduje się inskrypcja, w której budowniczy dziękują Bogu za możliwość wzniesienia tej świątyni. Wewnątrz znajduje się mezzanino przeznaczone dla kobiet. Kościół otaczał mur.

## Galeria

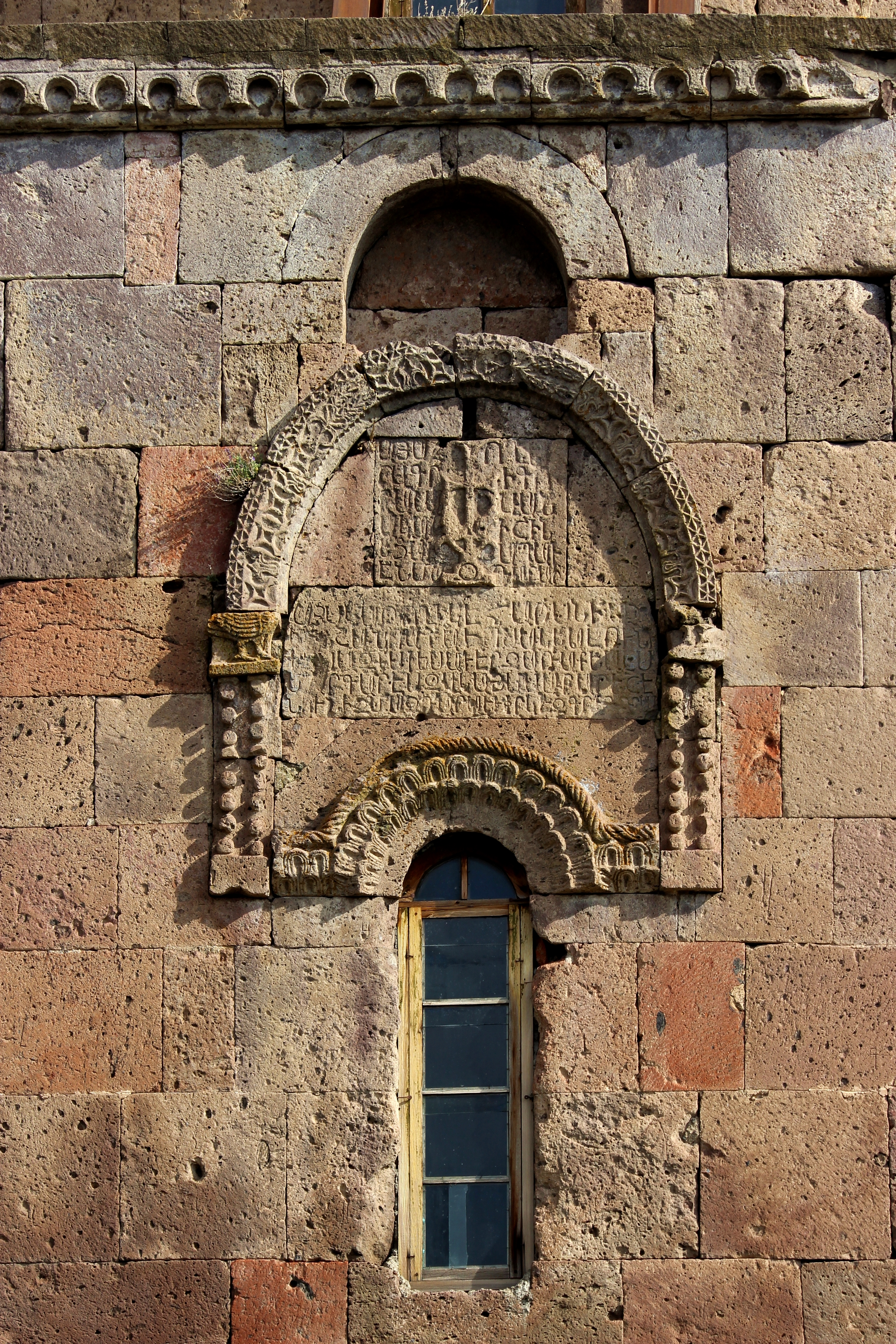
Inskrypcja z krzyżem (2014)
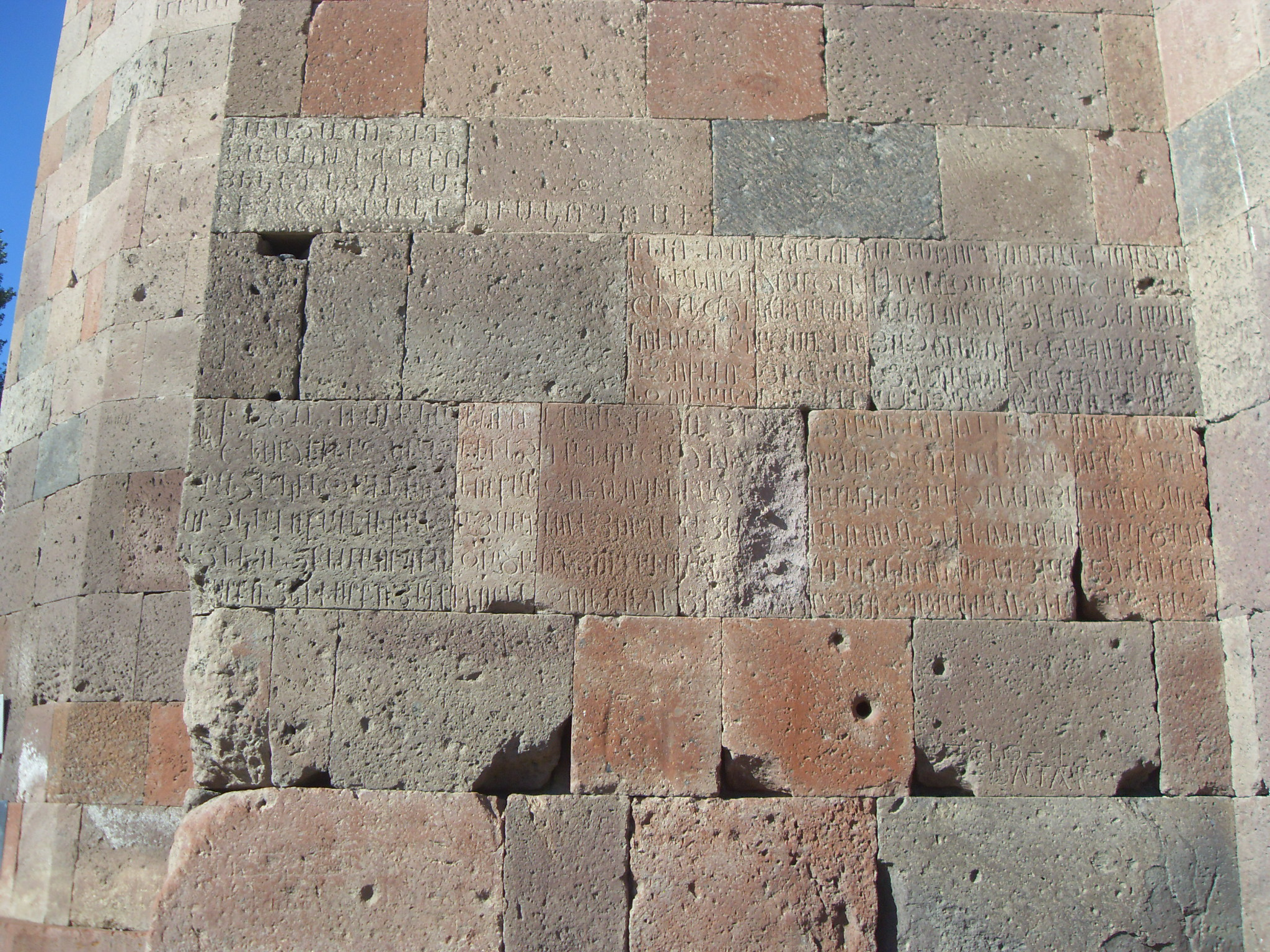
Inskrypcja (2015)
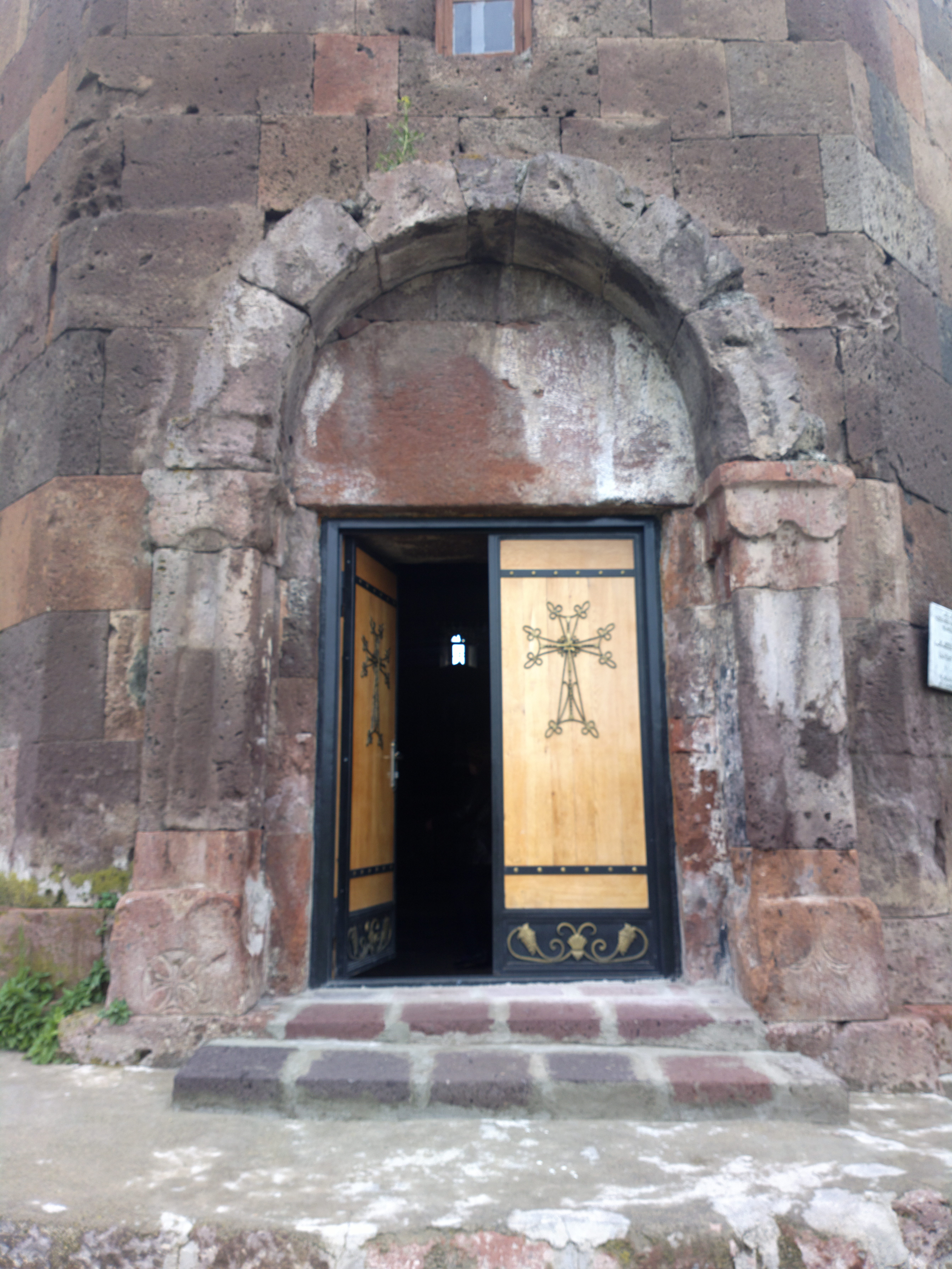
Wejście (2017)
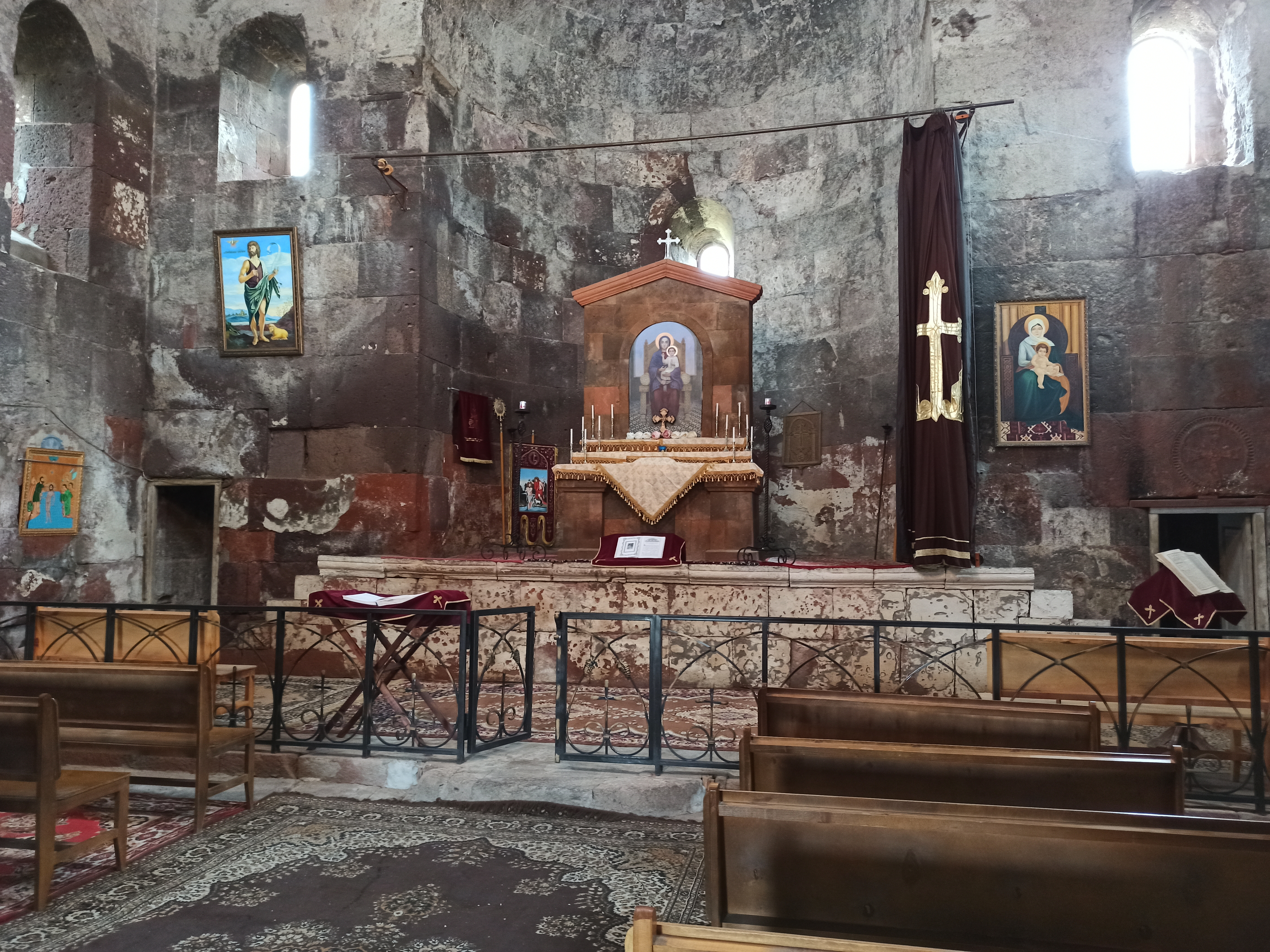
Prezbiterium (2020)
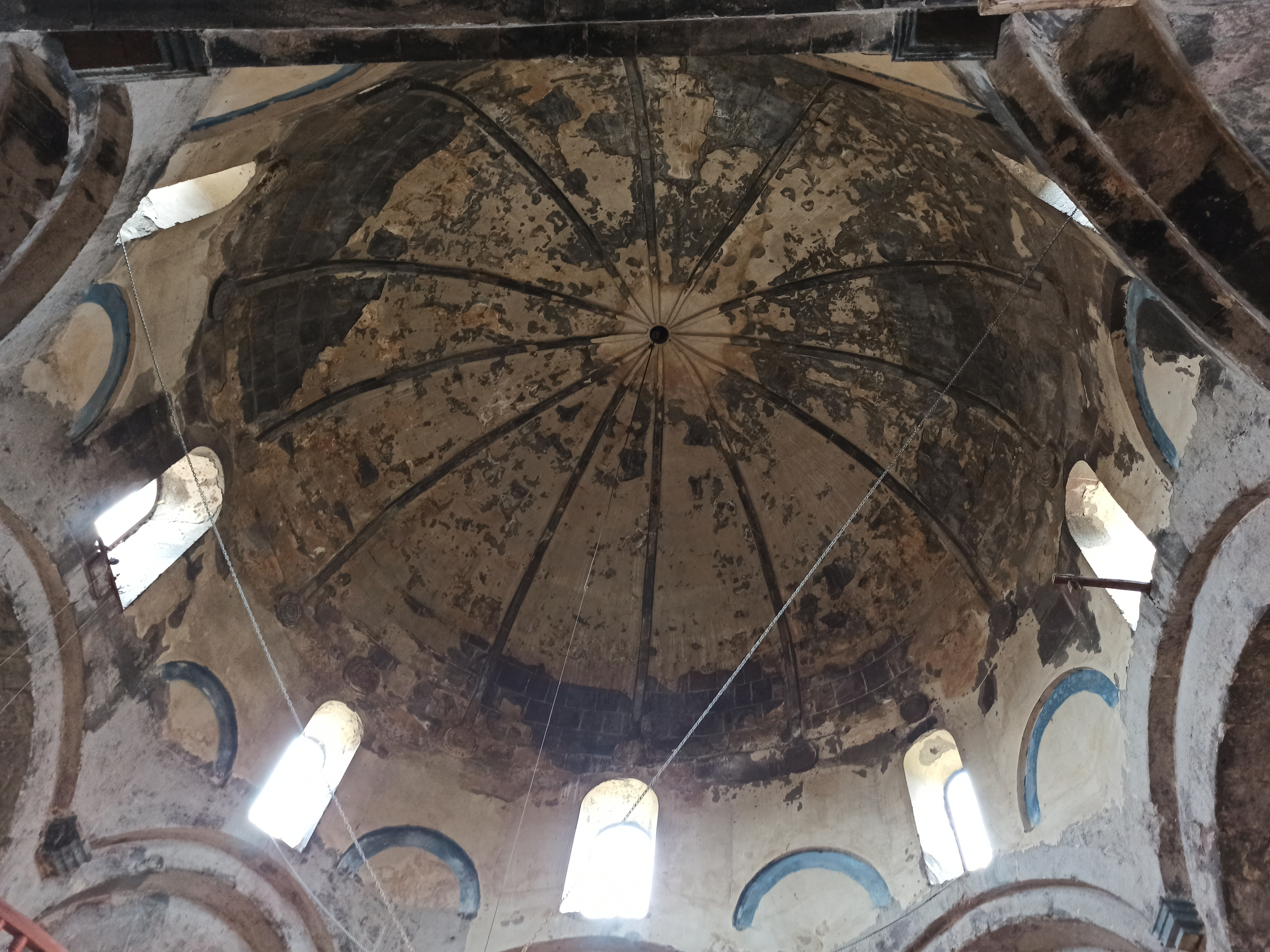
Sklepienie (2020)
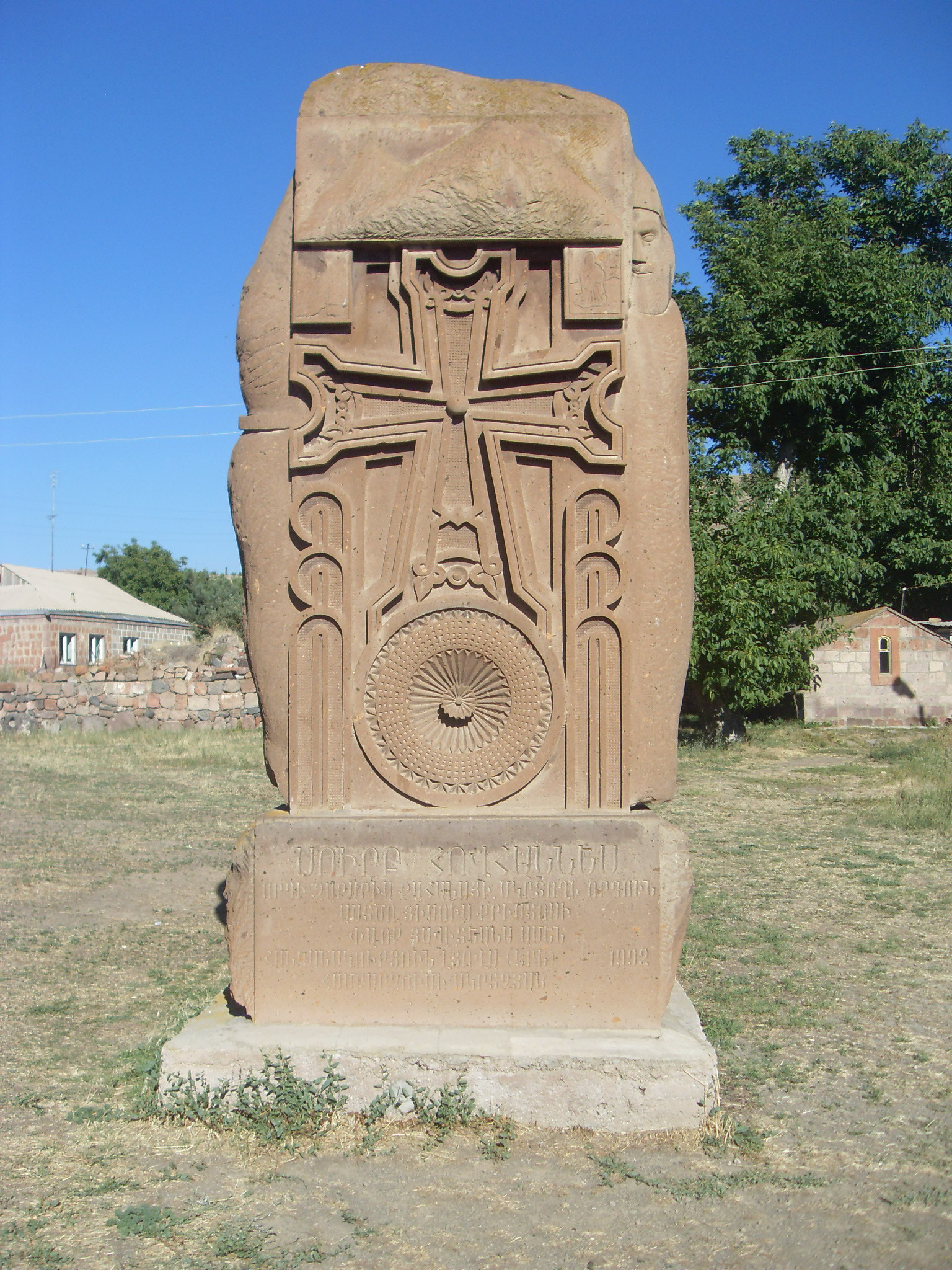
Chaczkar przy kościele (2015)